# Reign of Light
Reign of Light šesti je studijski album švicarskog metal sastava Samael. Diskografska kuća Regain Records objavila ga je 11. listopada 2004. godine.

## O albumu
Reign of Light bio je snimljen nakon sporednih glazbenih projekata sastava, Era One i Lessons in Magic #1 (koji su 2006. godine bili objavljeni kao dvostruki album pod imenom Era One), ali masteriran i objavljen prije njih. Njegovo snimanje bilo je odgođeno zbog komplikacija između Samaela i izdavača Century Media Records, kao i zbog raznih događaja u životima članova skupine. Na koncu su članovi osnovali vlastitu diskografsku kuću (Galactic Records) i stekli potpunu kreativnu kontrolu nad albumom. Producent albuma bio je Waldemar Sorychta, koji je bio zaslužan za produkciju i ranijih albuma grupe.
Dva su singla bila objavljena s Reign of Lighta, "Telepath" i "On Earth". Međutim, Samael je snimio glazbeni spot samo za "Telepath".
Naslovnica albuma prikazuje Sunčevu koronu tijekom pomrčine.

## Glazbeni stil
Na albumu Samael u potpunosti napušta black metal, žanr koji ga je karakterizirao od njegovog samog početka, te ga zamjenjuje industrijalnom glazbom, stilistički sličnoj onoj grupa Rammstein, Laibach i Deadstar Assembly. Na albumu su prisutni i orijentalni te arapski glazbeni aranžmani, koji nekim pjesmama daju specifičan etnički prizvuk. U stvaranju navedenog su prizvuka pomogli i gostujući glazbenici Sami Yli-Simiö, koji je svirao sitar, i Sandra Schleret, koja je bila dodatna pjevačica.

## Popis pjesama
Tekstovi: Vorph, glazba: Xy.
| 1.    | »Moongate«                | 3:30 |
| 2.    | »Inch'Allah«              | 3:30 |
| 3.    | »High Above«              | 3:57 |
| 4.    | »Reign of Light«          | 3:50 |
| 5.    | »On Earth«                | 4:03 |
| 6.    | »Telepath«                | 3:35 |
| 7.    | »Oriental Dawn«           | 4:24 |
| 8.    | »As the Sun«              | 3:39 |
| 9.    | »Further«                 | 3:59 |
| 10.   | »Heliopolis«              | 3:56 |
| 11.   | »Door of Celestial Peace« | 4:05 |
| 42:28 |                           |      |

## Recenzije
Eduardo Rivadavia, glazbeni kritičar sa stranice AllMusic, dodijelio je albumu tri od pet zvjezdica te je izjavio: "Samaelov dugoočekivani šesti album, Reign of Light (iz 2004.), bilo je značajno poglavlje za karijeru ovog švicarskog kvarteta po tome što nije bio toliko heavy metal album pomiješan s elektroničkim elementima (poput njegovih nedavnih prethodnika) koliko je bio trip hop/industrijalni album urešen sastojcima heavy metala. Kao takav, bio je puno uspješniji [...] od nenadahnute techno-black metal vježbe Eternal iz 1999., ali za većinu dugogodišnjih Samaelovih obožavatelja koji su čekali pola desetljeća na to, pa, njihovo je općenito negodovanje bilo bučno. Međutim, većina bi tih obožavatelja trebala biti razumnija i ne bi trebala očekivati bilo kakav povratak čistoći ekstremnog metala (što će, začudo, doći kasnije) i, kao što je prethodno bilo spomenuto, najveća snaga Reign of Lighta ne leži u njegovom glazbenom smjeru, već u dosljednosti njegove vizije, čvrste atmosfere i kvalitetno napisanih skladbi." Dodao je: "Iako se "Oriental Dawn" i neobično blaga "Further" ponegdje znaju gegati, ne postoje izravne pogreške koje bi mogle srušiti ovu Vladavinu svjetla (Reign of Light) -- album koji je reafirmirao akreditive Samaelovog skladanja daleko iznad njegove neumorne kreativnosti i konačno donio prikladan i dostojan, iako zakašnjeli nastavak zlokobnog, robotskog i ocetnog sjaja revolucionarnog djela skupine iz 1996., Passagea."

## Zasluge
| Samael - Vorph – vokali, gitara - Xy – klavijature, programiranje bubnjeva, udaraljke - Mas – bas-gitara - Makro – gitara Dodatni glazbenici - Sami Yli-Sirniö – sitar - Sandra Schleret – vokali | Ostalo osoblje - Waldemar Sorychta – produkcija - Yves Métry – inženjer zvuka - Totor – inženjer zvuka - D-Teck – inženjer zvuka - Stefan Glaumann – miksanje - Björn Engelmann – mastering - Staffan Celmins – miksanje (pomoćnik) - Sedrik Nemeth – fotografija - Edi Maurer – fotografija - Le Seigneur des Marais – naslovnica, omot albuma |